# Golo (wieś)
Golo – wieś w Słowenii, w gminie Ig. W 2018 roku liczyła 528 mieszkańców.